# En résumé... en conclusion
Singles de Jean-Pierre Mader
Dixieland
(1989) L'amour sans les autres
(1991)
Pistes de Midi à minuit
Dixieland Nada la vie
En résumé... En conclusion est une chanson écrite par Françoise Hardy et composée par Jean-Noël Chaléat, en 1989.

## Historique
La chanson est écrite pour le chanteur Jean-Pierre Mader, qui l'enregistre pour son album Midi à minuit, en 1989. La version pop de Mader est éditée en single et rencontre un certain succès, se classant six semaines dans le Top 50 au tout début de 1990, avec une 37e place comme meilleure position.
Cette chanson permet à Mader de refaire une apparition dans le Top 50, ce qui ne lui était pas arrivé depuis plusieurs années, après l'important succès qu'il avait pu connaître au milieu des années 1980 avec ses singles précédents. Il s'agit également de la dernière fois que Jean-Pierre Mader est classé dans le Top 50.
Françoise Hardy reprendra ce titre la même année dans une version aux accents plus rock, qui sortira également en single.

## Liste des titres
45 tours (1989 chez Polydor/PolyGram)
| No | Titre                                       | Paroles         | Musique                      | Durée |
| -- | ------------------------------------------- | --------------- | ---------------------------- | ----- |
| 1. | En résumé... En conclusion (version single) | Françoise Hardy | Jean-Noël Chaléat            | 3:42  |
| 2. | Nada la vie                                 | René Vallère    | P. Doublé, Jean-Pierre Mader | 3:59  |

CD Maxi (1989 chez Polydor/PolyGram)
| No | Titre                                       | Durée |
| -- | ------------------------------------------- | ----- |
| 1. | En résumé... En conclusion (version single) | 3:42  |
| 2. | Nada la vie                                 | 3:59  |
| 3. | En résumé... En conclusion (version album)  | 4:17  |

## Classement
| Classement (1990) | Meilleure position |
| ----------------- | ------------------ |
| France (SNEP)     | 37                 |